# 16710 Kluyver
16710 Kluyver este o planetă minoră (asteroid) din centura de asteroizi. A fost descoperită pe 18 septembrie 1995 la Observatorul Național Kitt Peak de Spacewatch. 
Obiectul prezintă o orbită caracterizată de o semiaxă mare de 2,3232087 UAi, o excentricitate de 0,17, o înclinație de 7,09028 ° în raport cu ecliptica.